# Microrregión de la Ibiapaba
La microrregión de la Ibiapaba es una de las  microrregiones del estado brasileño del Ceará perteneciente a la mesorregión  Noroeste Cearense. Su población fue estimada en 2005 por el IBGE en 284.972 habitantes y está dividida en ocho municipios. Posee un área total de 5.071,142 km².
Para más informaciones sobre empresas y servicios www. guiaibiapaba. con 

## Municipios
- Carnaubal
- Croatá
- Guaraciaba do Norte
- Ibiapina
- São Benedito
- Tianguá
- Ubajara
- Viçosa do Ceará

- Datos: Q2539461